# Rathaus Stetten (Karlstadt)

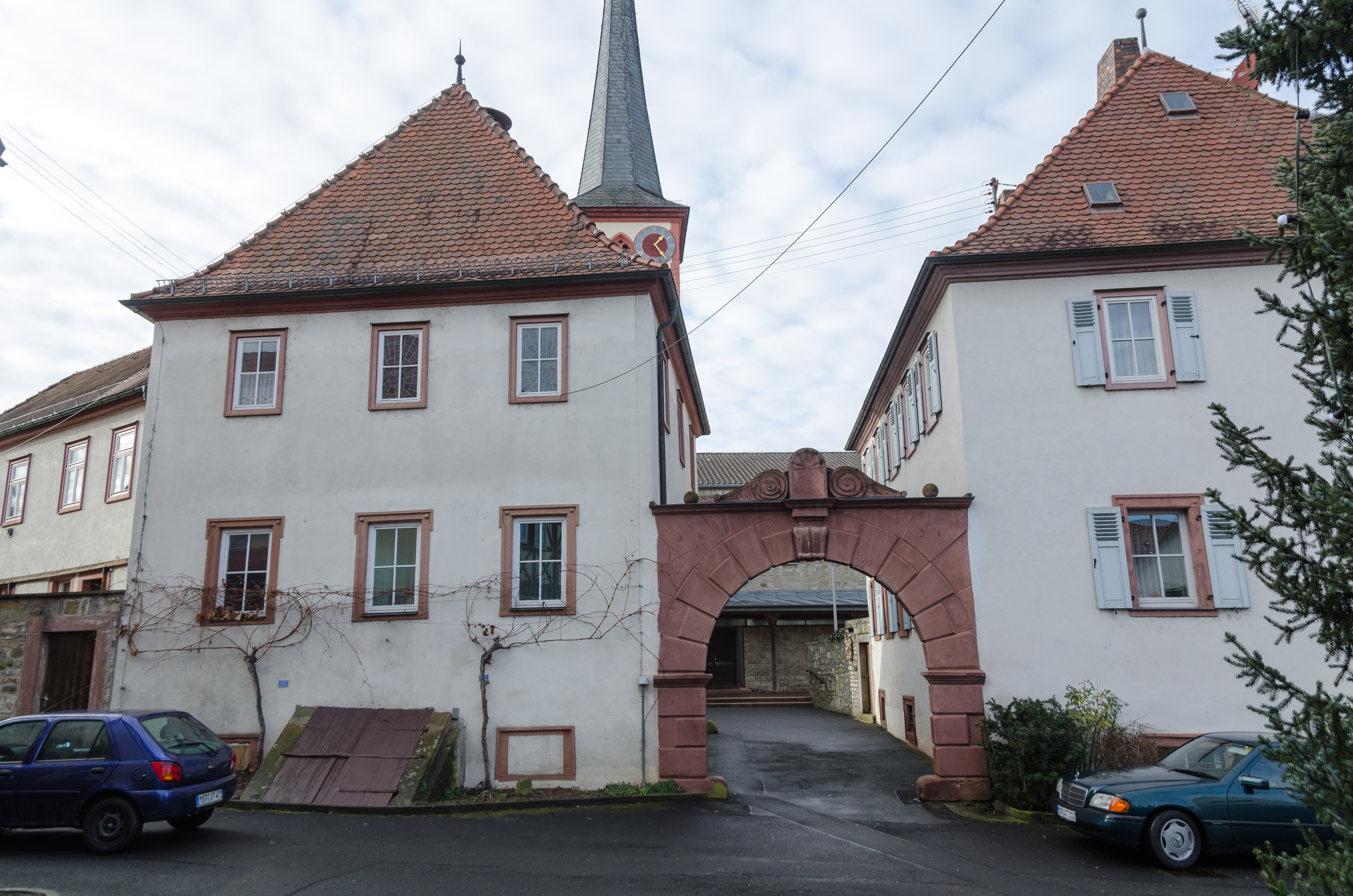
Ehemaliges Rathaus in Stetten

Das Rathaus in Stetten, einem Stadtteil von Karlstadt im unterfränkischen Landkreis Main-Spessart in Bayern, wurde Ende des 17. Jahrhunderts errichtet. Das ehemalige Rathaus mit der Adresse Am Torbogen 6, hinter der katholischen Pfarrkirche St. Albanus, ist ein geschütztes Baudenkmal. 
Der zweigeschossige Walmdachbau mit verputztem Fachwerkobergeschoss, einem Erdgeschoss mit geohrten Sandsteinrahmungen sowie schräg dazu einem zweigeschossigen Walmdachanbau vom Anfang des 19. Jahrhunderts wurde über älteren Kelleranlagen errichtet.